# 大和流
大和流（やまとりゅう）とは、江戸初期（承応元年・1652年）に森川香山により開かれた弓道の流派である。

## 歴史
森川香山は少年期から父道寿より日置流寿徳派の弓術を学び射技精妙となる。その後諸国を遊歴して各流派における名家の門人となり、10数年にわたり弓の錬磨に努める。大和流弓道系譜によれば、逸見流、日置流道雪派、日置流大蔵派、日置流印西派、日置流竹林派、武田流、小笠原流、各流派についてその秘奥を究めたとある。また、大坂の熊谷直綱より逸見流を学ぶと同時に、直綱の神道思想を受け入れる。その神道思想を中心とし、儒仏の思想をも織り混ぜて大和流として大成させた。

## 名称の由来
大和流開祖 森川香山喜忠（号 観徳軒）は「大和流弓道教訓之巻」で以下のように述べている。
「大和流と呼立る事三の心得あり。一には、大和と云ふは、我本邦の惣称なれば、和朝の弓道の尊き事を知らしめん為め。二には、日置弾正は大和の国より出たる人なれば、射術は日置をはなれざる心。三には、愚かなる射手弓道の術理を弁へず、邪儀慢心なる夷心を大に和ぐとの道理を以て、大和流と号する也」

## 射法
礼法に関しては小笠原流を参考にしていると思われる。射術に関しては日置流を根幹とし、当然斜面打起しである。大和流の的前射法では、足踏、胴作、弓構、すまし見所、物見、打起、引込、肘形（ひじなり）、手の内、掛、持満（たもち）、はなれ、の12ヶ条に分けて説明されている。

## 各地の系統
香山長子「信一」の水戸系、三男「僖凭」の島原系が本系としてあげられ、他にもいくつかの系統がある。長子信一は父香山に先立って没し、三男僖凭が父の後を受け継ぎ、大和流の本系として島原の地で明治に及ぶ。

## 有名な射手
- 自由民権家・宮地茂春の曾祖父で、坂本龍馬の大叔父にあたる土佐藩郷士・宮地信貞（山本順右衛門、1748年 - 1825年）は、江戸で土岐美濃守家中の弘瀬左近右衛門に大和流弓術を学び允可を受ける。寛政12年（1800年）、土佐藩弓術導方を命ぜられ、以後22年間に渡って大和流弓術の師範を勤め、文政5年（1822年）、積年子弟育成の功により、白札郷士に昇格し上士に列した。子孫もこの技を受け継いで、大和流弓術が土佐藩に広まるきっかけとなった。

- 近代では、島原藩士であった市川信光（虎四郎）範士が有名。大日本武徳会が設立されると長崎支部弓道教授に、やがて武徳会本部教授となり京都に住む。1925年（大正14年）、京都旧武徳殿にて演武中に脳卒中で亡くなる。79歳。